# Above the fold

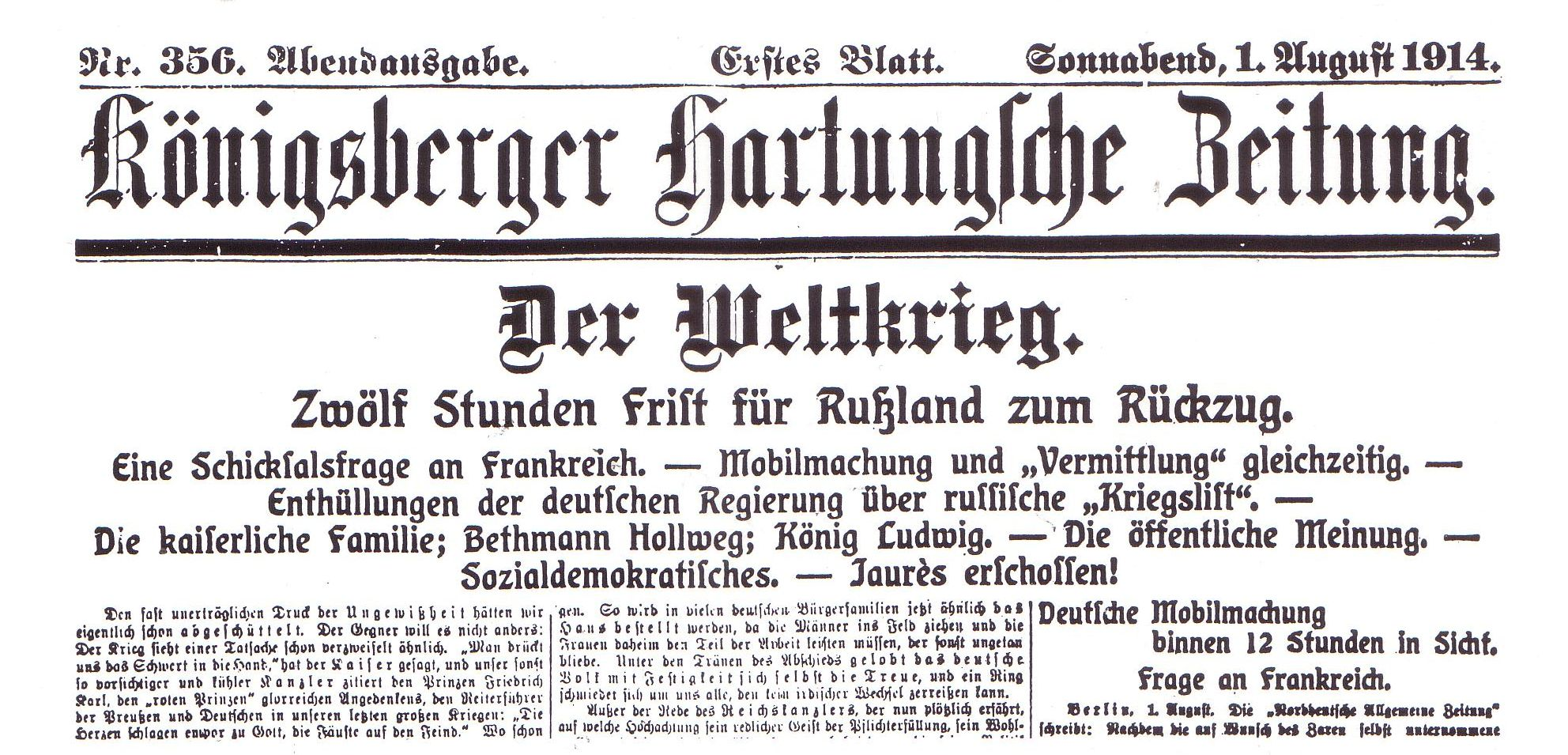
Königsberger Hartungsche Zeitung 1914, S. 1, Oberteil

Der Begriff above the fold bezeichnet ursprünglich in der Zeitungsbranche den Teil der ersten Seite einer Zeitung oberhalb des Falz, der also sichtbar ist, ohne dass die Seite umgeblättert bzw. aufgeklappt werden muss. Heute wird der Begriff vor allem im digitalen Sprachgebrauch und im Zusammenhang mit Webdesign und Nutzerfahrung (User Experience, kurz: UX) verwendet.

## Verwendung im Webdesign
Im Webdesign bezieht sich above the fold auf den Teil einer Webseite, der sichtbar ist, ohne dass der Benutzer scrollen muss. Die Überlegung hinter dem Konzept ist, dass es wichtig ist, dass die wichtigsten Informationen und Inhalte für den Benutzer sofort sichtbar sind, um ihre Aufmerksamkeit zu erlangen und sie zu animieren, weiter auf der Seite zu bleiben.
Es ist jedoch zu beachten, dass die Definition von above the fold seit der Verfügbarkeit immer unterschiedlicherer Bildschirmdiagonalen nicht mehr so klar definiert ist wie früher. Eine Webseite kann auf einem Desktop-Computer anders dargestellt werden als auf einem Mobilgerät wie Smartphone oder Tablet, und die Höhe des sichtbaren Bereichs kann sich unterscheiden.

## Bedeutung für moderne Printmedien
Die modernen Printmedien, insbesondere faltbare Tages- und Wochenzeitungen, beschäftigen sich teils sehr genau mit dem Design einer Zeitung above the fold, auch weil sich das Leseverhalten der Konsumenten mittlerweile geändert zu haben scheint. Erkenntnisse für die optimale Gestaltung einer Zeitung im Above-the-fold-Bereich werden durch Auswertung methodischer Untersuchungen wie dem ReaderScan oder Blickaufzeichnungstests gewonnen.